# Comandante Arian
Comandante Arian. Una historia de mujeres, guerra y libertad, también se presentó como Commander Arian. A story of women, war and freedom, es una película documental hispano-germànico-siria estrenada en 2018, en el idioma español y kurdo, dirigida, coproducido y coeditado por la catalana Alba Sotorra. En términos generales, se acerca a la realidad cotidiana de la guerrilleras kurdas en el conflicto de la Guerra civil en Siria.

## Argumento
El documental narra la historia de Arian y Bohar, dos mujeres sirias de 30 años que han pasado, exactamente, la mitad de su vida en una guerra que parece inacabable. Ambas ejercen de comandante en las Unidades de Protección de las Mujeres, también conocidas por sus siglas en kurdo «YPJ», uno de los ejércitos más activos en la lucha contra Estado Islámico. El escenario es el campo de batalla entre el año 2015 y 2017 en la región de Rojava, al norte de Siria.

## Premios y reconocimiento
El año 2018 fue seleccionada para proyectarse en la sección International del Festival Internacional Documental de Canadá (Hot Docs), fue su estreno internacional; en el Festival Internacional Documental de Sheffield (Sheffield Doc / Fest), fue su estreno europeo; el Festival Internacional de Cine de Shanghái; en el Festival Internacional de Cine de Sao Paulo; en la sección Tiempo de Historia de la Semana Internacional de Cine de Valladolid (Seminci); en el Festival Internacional de Cine de Tarragona (REC) y en el Festival de Cine Independiente de Barcelona L'Alternativa.
También en 2018 fue candidata al Premio Gaudí a la Mejor Película Documental.